# ФИАТ Талиеро
ФИАТ Талиеро е бензиностанция с автосервиз в Асмара, столицата на Еритрея.
Построена през 1938 г. по проект на Джузепе Петаци, сградата е сочена често като пример за архитектурното направление футуризъм.
Сградата е част от мащабен проект на фашисткото правителство на Италия през 1930-те години, поставящ си за цел модернизацията на завладените територии в Африка. Силно повлиян от футуризма, модерно по това време в Италия течение в изкуството, архитектът Джузепе Петраци проектира сграда, наподобяваща формата на самолет.
Сградата се състои от централна кула, в която са разположени офисно пространство, каса и магазин. От двете страни на централното ядро са изнесени 15-метрови конзолни стоманобетонни козирки, напомнящи самолетни крила. Конструктивното решение на козирките е изключително смело за времето си и Петраци е принуден да добави в проекта допълнителни опори, за да получи разрешение за строежа, но те така и не са изпълнени при строителството.
ФИАТ Талиеро оцелява без съществени поражения периода на политическа нестабилност, довел до разделянето на Етиопия. Днес сградата е собственост на компанията Роял Дъч Шел и е защитена като паметник на културата. През 2003 година е ремонтирана, като до голяма степен е възстановен първоначалният ѝ вид.